# Coyote Girls (bande originale)
Coyote Ugly sorti en 2000 et More Music from Coyote Ugly sorti en 2003, sont les bandes originales distribués par Curb Records, de la comédie dramatique américaine, Coyote Girls, réalisé par David McNally en 2000. Les musiques de ces deux albums sont composées et interprétées par divers groupes et artistes.

## Liste des titres de l'édition 2000
| 1.  | Can't Fight The Moonlight (Theme from Coyote Ugly) | LeAnn Rimes              |  |  |  |  |  |  |  |
| 2.  | Please Remember                                    | LeAnn Rimes              |  |  |  |  |  |  |  |
| 3.  | The Right Kind of Wrong                            | LeAnn Rimes              |  |  |  |  |  |  |  |
| 4.  | But I Do Love You                                  | LeAnn Rimes              |  |  |  |  |  |  |  |
| 5.  | All She Wants To Do Is Dance                       | Don Henley               |  |  |  |  |  |  |  |
| 6.  | Unbelievable                                       | EMF                      |  |  |  |  |  |  |  |
| 7.  | The Power                                          | Snap!                    |  |  |  |  |  |  |  |
| 8.  | Need You Tonight                                   | INXS                     |  |  |  |  |  |  |  |
| 9.  | The Devil Went Down to Georgia                     | The Charlie Daniels Band |  |  |  |  |  |  |  |
| 10. | Boom Boom Boom                                     | Rare Blend               |  |  |  |  |  |  |  |
| 11. | Didn't We Love                                     | Tamara Walker            |  |  |  |  |  |  |  |
| 12. | We Can Get There                                   | Mary Griffin             |  |  |  |  |  |  |  |
|     |                                                    |                          |  |  |  |  |  |  |  |

## Liste des titres de l'édition 2003
| 1.  | One Way or Another                                  | Blondie                       |  |  |  |  |  |  |  |
| 2.  | Rebel Yell                                          | Billy Idol                    |  |  |  |  |  |  |  |
| 3.  | Rock This Town                                      | The Stray Cats                |  |  |  |  |  |  |  |
| 4.  | Keep Your Hands To Yourself                         | Georgia Satellites            |  |  |  |  |  |  |  |
| 5.  | Out Of My Head                                      | Fastball                      |  |  |  |  |  |  |  |
| 6.  | Battle Flag (Lo-Fidelitey Allstars Remix)           | Pigeonhead                    |  |  |  |  |  |  |  |
| 7.  | It Takes Two                                        | Rob Base & DJ E-Z Rock        |  |  |  |  |  |  |  |
| 8.  | Tony Adams                                          | Joe Strummer & The Mescaleros |  |  |  |  |  |  |  |
| 9.  | Love Machine                                        | The Miracles                  |  |  |  |  |  |  |  |
| 10. | We Can Get There                                    | Mary Griffin                  |  |  |  |  |  |  |  |
| 11. | Can't Fight The Moonlight (Graham Stack Radio Edit) | LeAnn Rimes                   |  |  |  |  |  |  |  |
| 12. | But I Do Love You                                   | LeAnn Rimes                   |  |  |  |  |  |  |  |
|     |                                                     |                               |  |  |  |  |  |  |  |

## Musiques additionnelles
- Outre les titres présents, sur les deux albums, on entend aussi durant le film les morceaux suivants [1] :
  - Fly (Without Supercat)
    - Écrit par Charles Stan Frazier[2], Matthew Murphy Karges[3], Mark McGrath, Rodney Sheppard et McG[4]
    - Interprété par Sugar Ray
    - Avec l'aimable autorisation d'Atlantic Recording Corp.
    - Par arrangement avec Warner Special Products

  - I Will Survive
    - Écrit par Freddie Perren[5], Dino Fekaris
    - Avec l'aimable autorisation de Sybersound

  - That's Me
    - Écrit et interprété par Tara MacLean
    - Avec l'aimable autorisation de Capitol Records / Nettwerk Records

  - Wherever You Will Go
    - Écrit par Aaron Kamin et Alex Band
    - Interprété par Alex Band et Aaron Kamin

  - Pour Some Sugar On Me
    - Écrit par Joe Elliott[6], Robert John Lange, Stephen Clark, Rick Savage[7], Phil Collen
    - Interprété par Def Leppard
    - Avec l'aimable autorisation de The Island Def Jam Music Group
    - Sous licence d'Universal Music Enterprises

  - Fly Away
    - Écrit par Lenny Kravitz
    - Interprété par Lenny Kravitz
    - Avec l'aimable autorisation de Virgin Records America, Inc.

  - Beer 30
    - Écrit par Reverend Horton Heat[8]
    - Interprété par Reverend Horton Heat[9]
    - Avec l'aimable autorisation de Sub Pop Records

  - Follow Me
    - Écrit par Uncle Kracker[10] et Mike Bradford
    - Interprété par Uncle Kracker
    - Avec l'aimable autorisation d'Atlantic Recording Corp.
    - Par arrangement avec Warner Special Products

  - Never Let You Go
    - Écrit par Stephan Jenkins
    - Interprété par Third Eye Blind
    - Avec l'aimable autorisation d'Elektra Entertainment Group
    - Par arrangement avec Warner Special Products

  - Love Is Alive
    - Écrit par Gary Wright
    - Interprété par Anastacia
    - Avec l'aimable autorisation d'Epic Records
    - Par arrangement avec Sony Music Licensing

  - Need You Tonight
    - Écrit par Michael Hutchence, Andrew Farriss
    - Interprété par INXS
    - Avec l'aimable autorisation d'Atlantic Recording Corp.
    - Par arrangement avec Warner Special Products
    - Avec l'aimable autorisation d'Universal International Music, B.V.
    - Sous licence d'Universal Music Enterprises

  - Cowboy
    - Écrit par Kid Rock[11], John Travis, Uncle Kracker[12], Jim Trombly[13]
    - Interprété par Kid Rock
    - Avec l'aimable autorisation d'Atlantic Recording Corp.
    - Par arrangement avec Warner Special Products

  - Cailin
    - Écrit par Wade Youman, Steve Morris, Scott Russo, Rob Brewer
    - Interprété par Unwritten Law
    - Avec l'aimable autorisation d'Interscope Records
    - Sous licence d'Universal Music Enterprises

  - Can't Help Falling in Love
    - Écrit par George David Weiss, Hugo Peretti et Luigi Creatore
    - Interprété par Elvis Presley
    - Avec l'aimable autorisation de The RCA Records Label of BMG Entertainment

  - Like Water
    - Écrit par Michael Duff, Trace Ritter
    - Interprété par Chalk Farm